# Джон Стендиш
Фелд-маршал Джон Стендиш е британски военачалник, служил в Първата и Втората световна война.

## Биография
Роден е в Лондон. На 18-годишна възраст се записва в Кралското военно училище. Бързо се издига в армейската йерархия. Когато започва Първата световна война вече е достигнал чин капитан. По време на тази война се сражава на Западния фронт.
През Втората световна война му е поверено командването на БЕС (Британските експедиционни сили) във Франция.
Умира на 31 март 1946 г. в Лондон на 59-годишна възраст.